# Schlenkerla
Schlenkerla es una taberna histórica de Bamberg, Franconia, Alemania, famosa por sus ahumado Aecht Schlenkerla Rauchbier.

## Cervezas

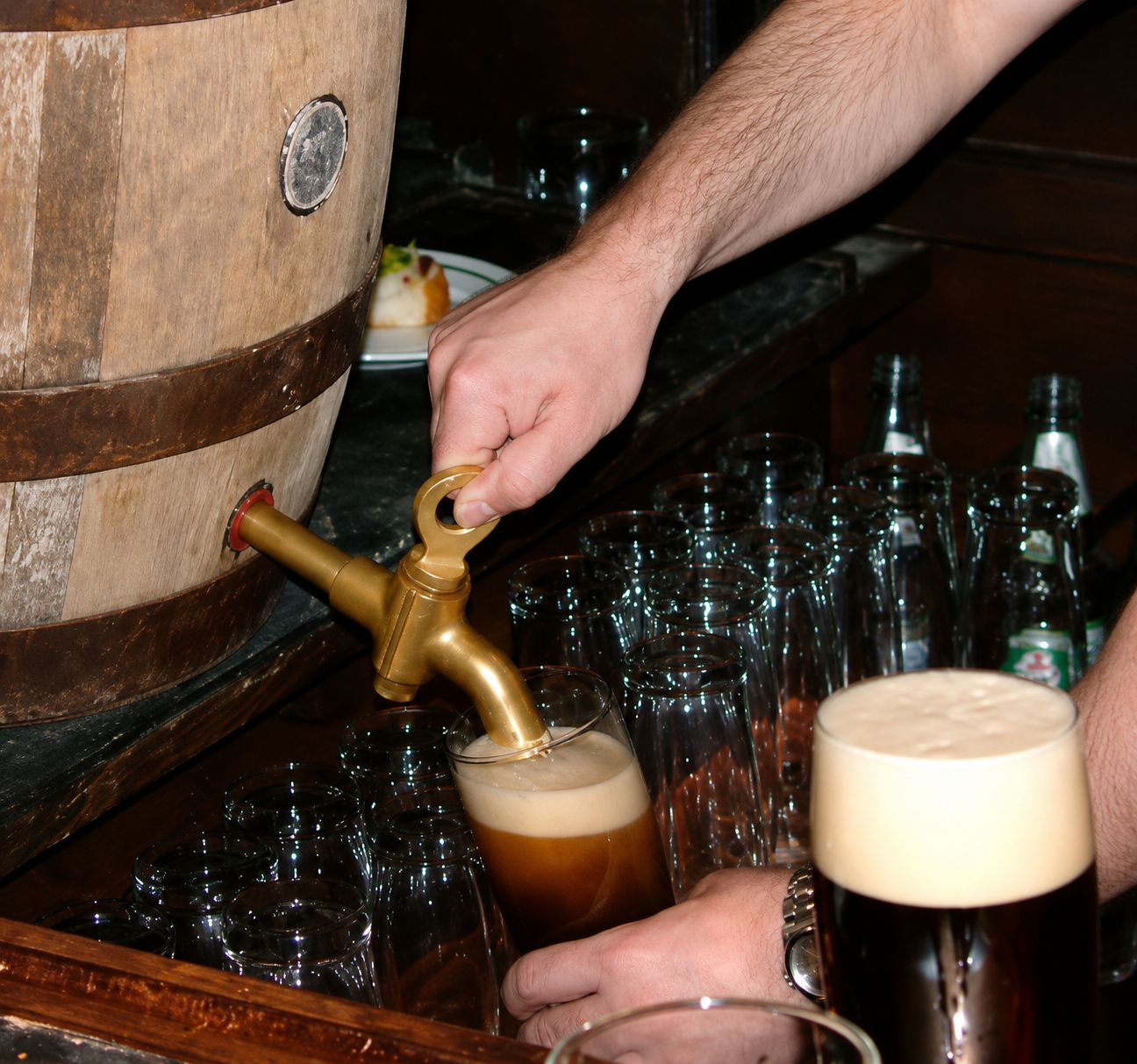
Schlenkerla Rauchbier que están siendo explotados directamente de la barrica

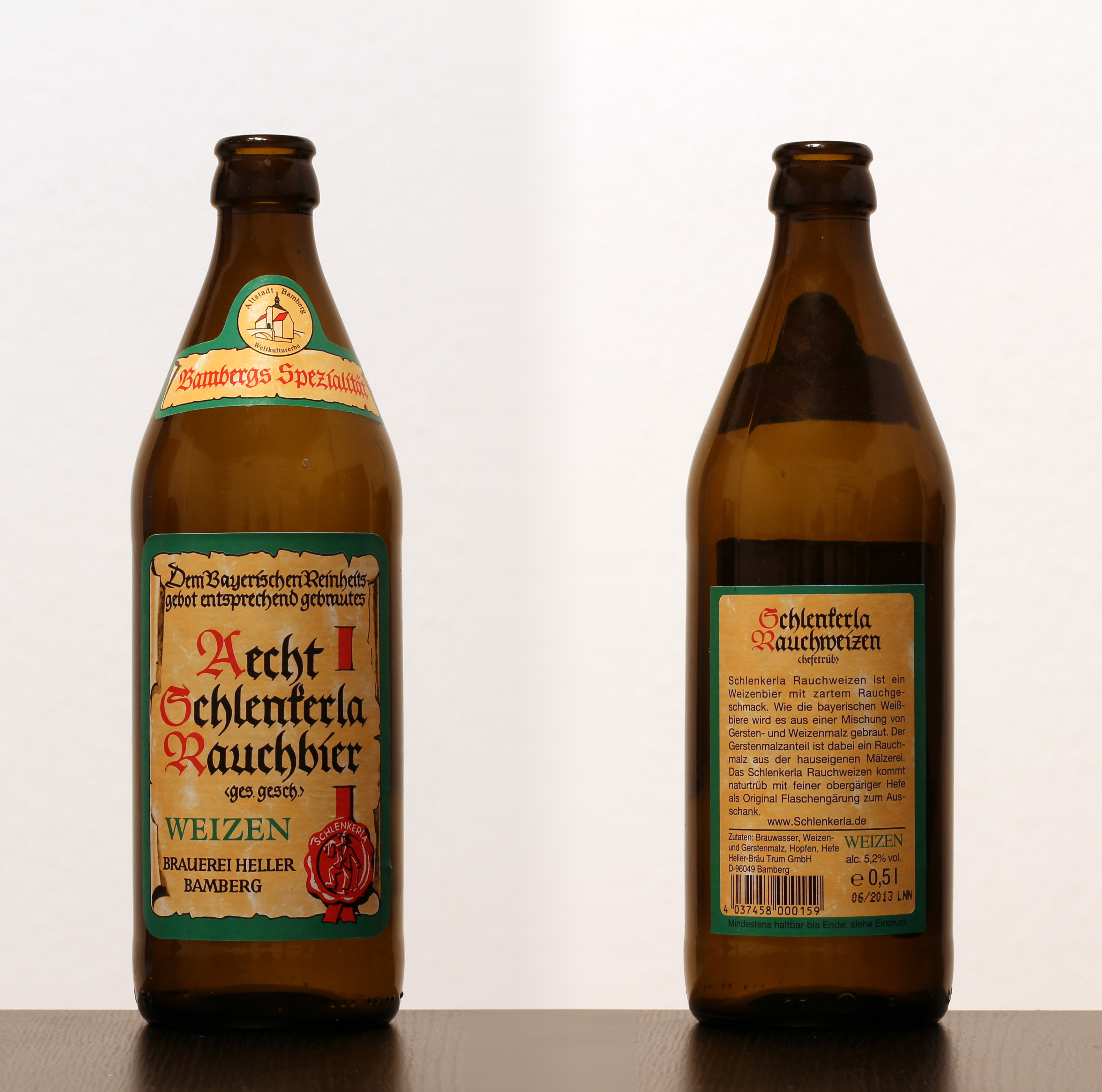
Aecht Schlenkerla Rauchbier Weizen

Aecht Schlenkerla Rauchbier tiene un distintivo sabor y aroma ahumado que está presente constantemente entre las tres variedades: urbock, märzen y weizen. La cervecería también elabora una helles que, a pesar de que emplea grano que no está ahumado, sigue sabiendo a humo debido a que la cerveza se elabora próxima a la sala de ahumado. Un aguardiente hecho de Rauchbier también está disponible en el bar/restaurante de Schlenkerla .
La Schlenkerla es internacionalmente conocida por su antigua Schlenkerla Rauchbier, una cerveza ahumada cuyo sabor recuerda al jamón ahumado. La Aecht Schlenkerla Rauchbier es una cerveza Märzen muy oscura, fermentada en el fondo, con 13.5 ° P de mosto original y un contenido de alcohol de aproximadamente el 5,1%. Otra especialidad, la Urbock, se sirve solo en el período Starkbier desde octubre hasta el 6 de enero; esta cerveza bock tiene aún más "cuerpo" con 17.5 ° P de mosto original y 6.5% de alcohol. Además de algunos otros tipos de cerveza ahumada, también elabora una Weizen, cerveza lager no ahumada con 11.5 ° P de mosto original y 4.3% de contenido de alcohol. Schlenkerla continúa cultivando la rara tradición de servir directamente la cerveza desde los barriles de roble. La producción de la fábrica de cerveza es de 20,000 hectolitros por año.

## Pub
La fábrica de cerveza ha estado en operación desde 1405, cuando era un pub conocido como Zum Blauen Löwen ("En el León Azul"). La taberna cuenta con un techo gótico conocido como el Dominikanerklause.

## Nombre
Schlenkerla se traduce aproximadamente como "colgante". Schlenkern es un verbo que en alemán significa balancear o balancearse. El sufijo -la es típico del dialecto Eas de Franconia. Supuestamente el nombre proviene de un fabricante de cerveza que cojeaba al andar cuya imagen se puede ver en la botella Aecht Schlenkerla Rauchbier. El nombre legal de la fábrica de cerveza es HellerBräu Trum KG, por la familia Trum, propietaria desde hace seis generaciones.